# Старые Кузмены
Старые Кузмены (рум. Cuzmenii Vechi, Кузмений-Векь) — село в Фалештском районе Молдавии. Наряду с сёлами Прутены, Дружинены и Валя-Русулуй входит в состав коммуны Прутены.

## География
Село расположено на высоте 60 метров над уровнем моря.

## Население
По данным переписи населения 2004 года, в селе Кузмений-Векь проживает 221 человек (105 мужчин, 116 женщин).
Этнический состав села:
| Национальность | Число жителей | Процентный состав |
| -------------- | ------------- | ----------------- |
| молдаване      | 219           | 99.1              |
| русские        | 1             | 0.45              |
| румыны         | 1             | 0.45              |
| Всего          | 221           | 100%              |